# Zweckverband Personennahverkehr Westfalen-Süd

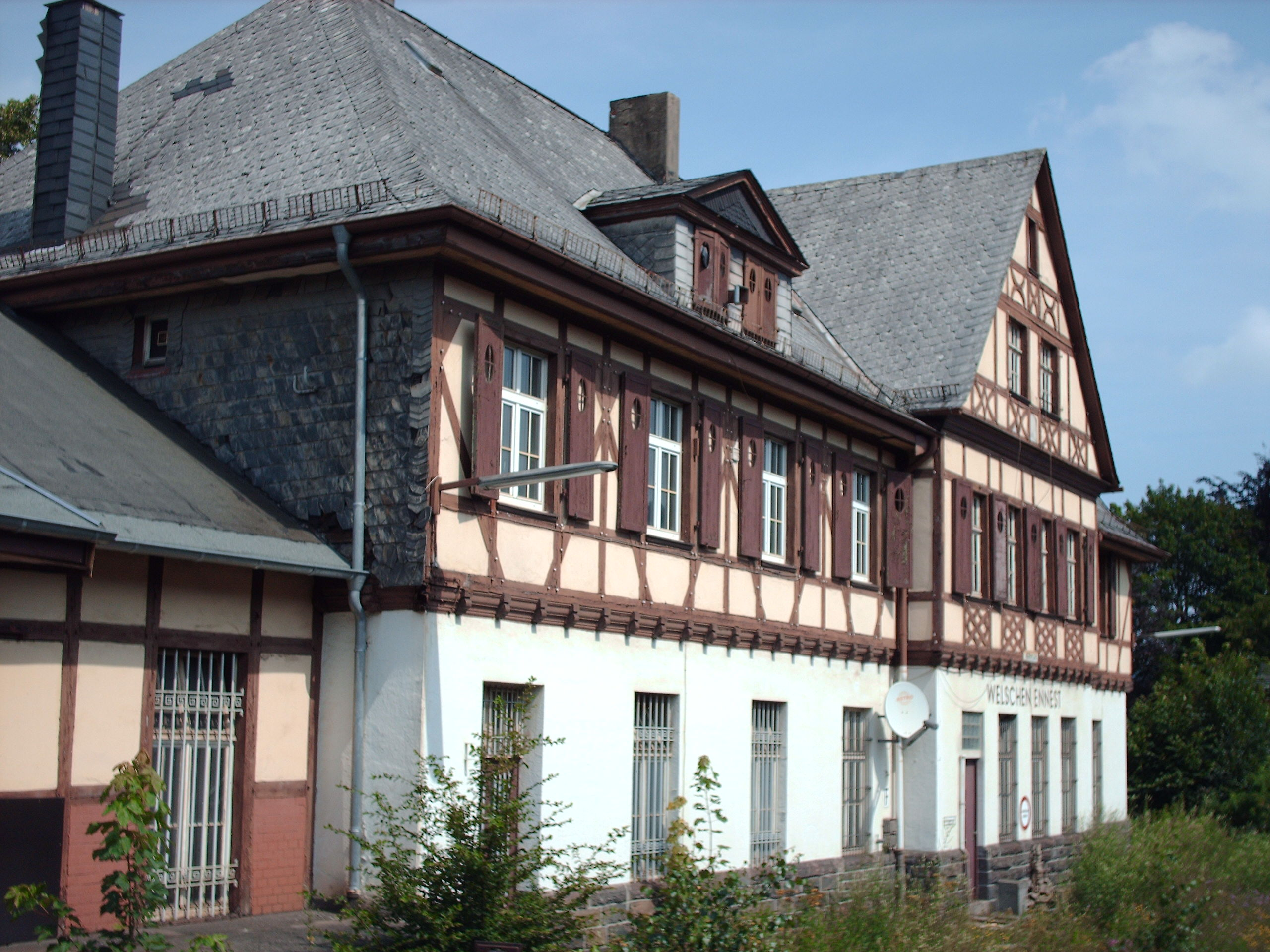
Bahnhof Welschen Ennest

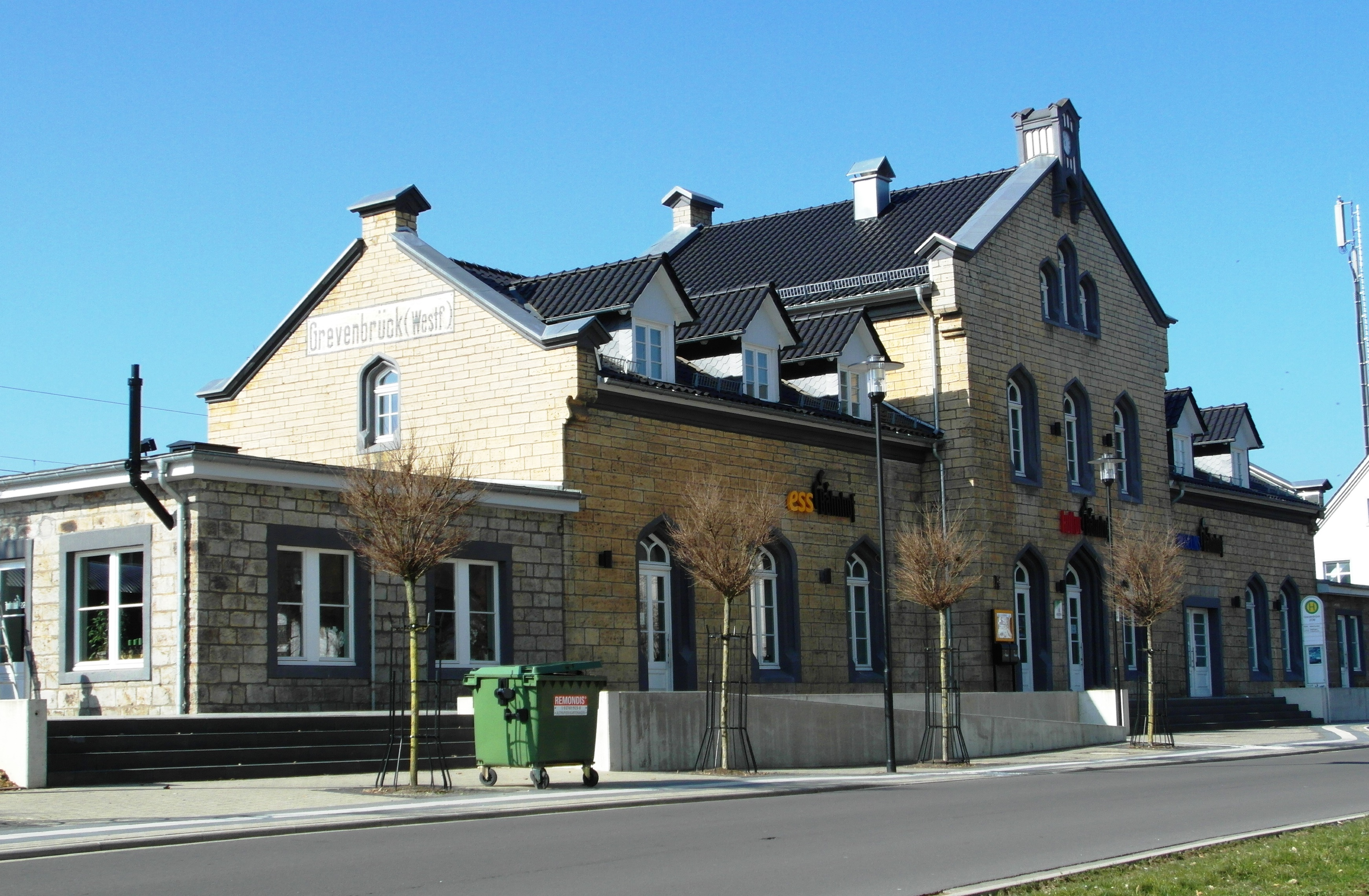
Bahnhof Grevenbrück

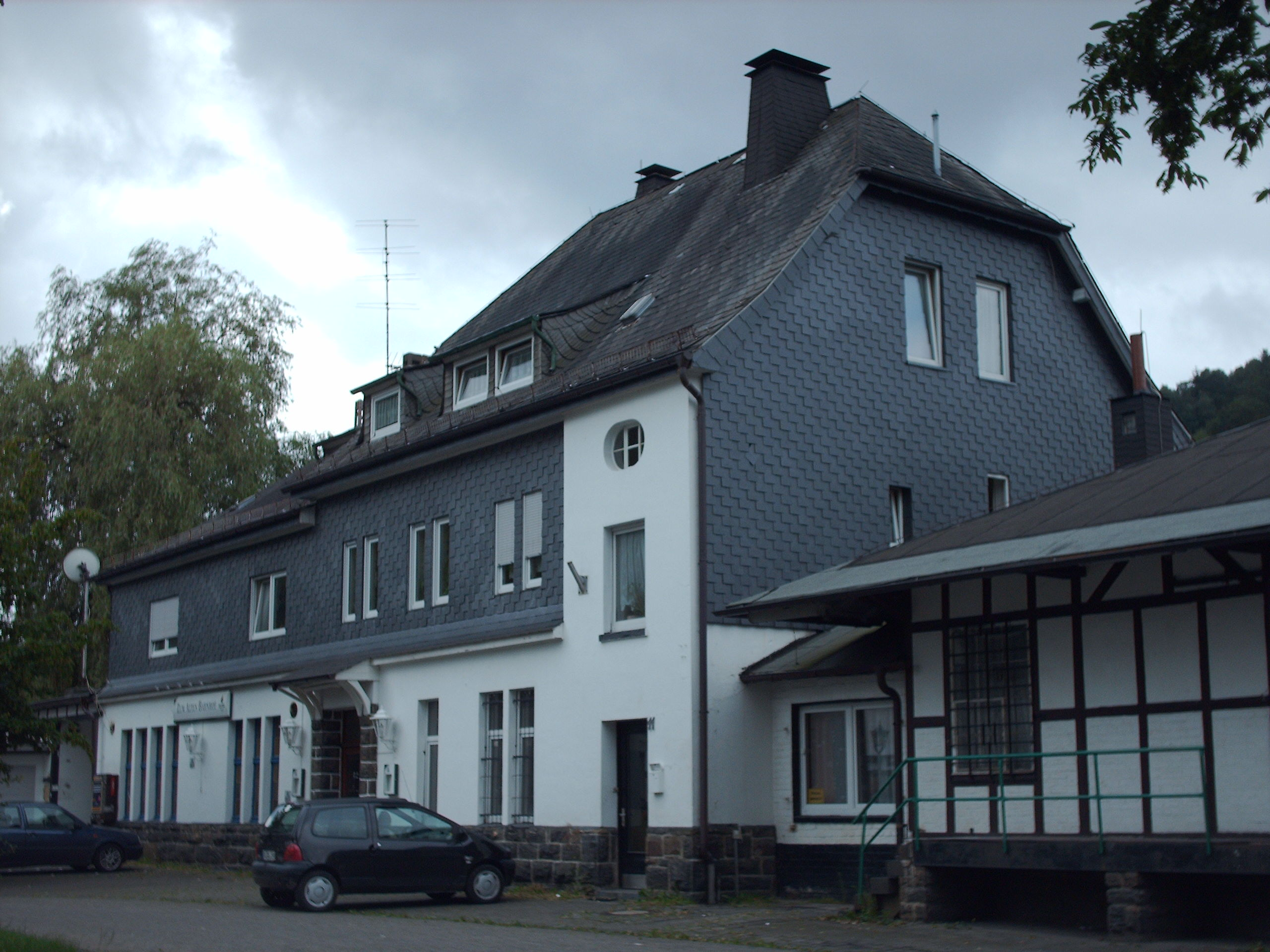
Bahnhof Meggen

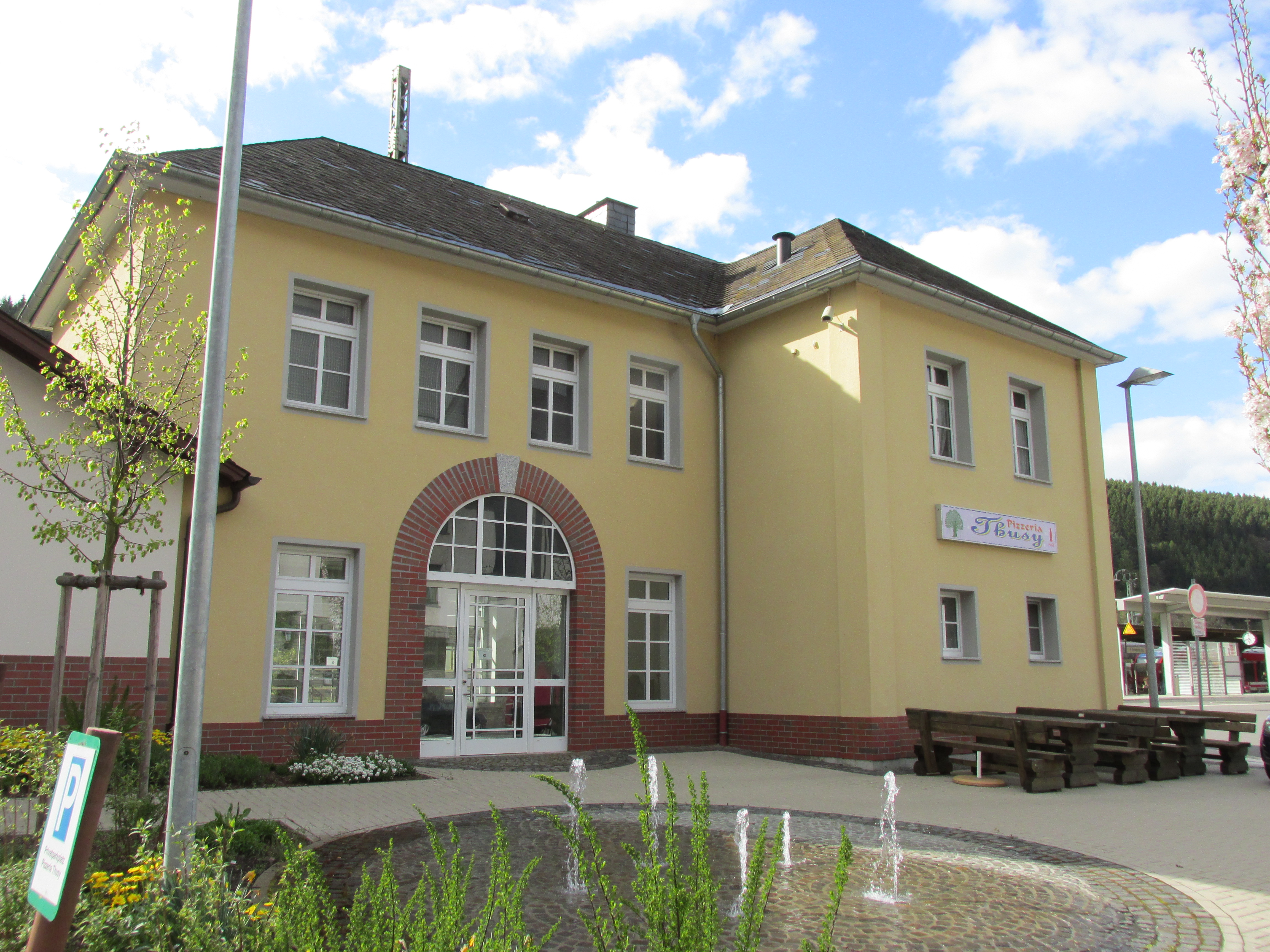
Bahnhof Finnentrop

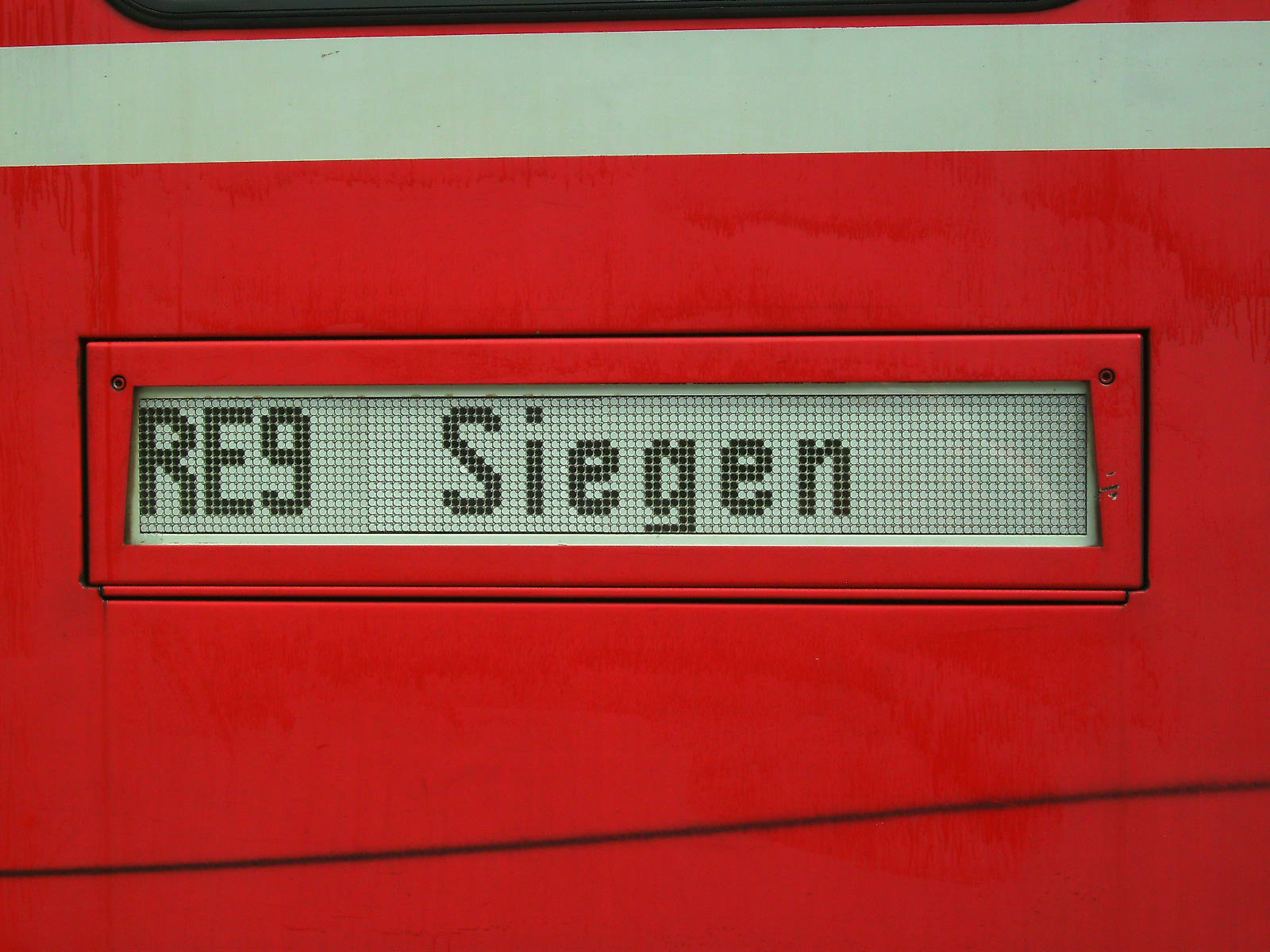
nach Siegen

Der Zweckverband Personennahverkehr Westfalen-Süd (ZWS) mit Sitz in Siegen wurde 1995 gegründet. Das Gebiet des Zweckverbandes ist 1843 km² groß und hat 406.805 Einwohner. Dies entspricht ungefähr 221 Einwohner pro km².
Während die Aufgabenträgerschaft für den Straßenpersonennahverkehr (ÖSPV) den Kreisen und Kreisfreien Städten übertragen wurde, sind für die Wahrnehmung des Schienenpersonennahverkehrs (SPNV) in den Kooperationsräumen Zweckverbände gebildet worden. Für den Kooperationsraum 8 (Siegerland) haben die Kreise Olpe und Siegen-Wittgenstein den Zweckverband Personennahverkehr Westfalen-Süd gebildet, der damit Aufgabenträger des Teil-Netzes Südwestfalen im Westfalentarif (ehemalige Verkehrsgemeinschaft Westfalen-Süd) ist.
Als Dachtarif gilt der NRW-Tarif.

## Geschichte
Am 7. März 1995 wurde das erste ÖPNV-Gesetz für NRW (ÖPNVG NRW) verabschiedet. Am 21. November 1995 wurde der ZWS als Gebietskörperschaft gegründet. Der Zweckverband Personennahverkehr Westfalen-Süd ist ein Ergebnis der Bahnstrukturreform. 
Im Dezember 2000 übertrugen die Kreise Olpe und Siegen-Wittgenstein dem ZWS mit Wirkung zum nächsten Ersten auch die Planung, Organisation und Ausgestaltung für den Busbereich.
Mit der Gründung des Zweckverband Nahverkehr Westfalen-Lippe (NWL) 2008 ist der ZWS Mitglied geworden. 

## Aufgaben des Zweckverbandes
Der Zweckverband nimmt folgende Aufgaben wahr:
- Planung, Organisation und Ausgestaltung des Schienenpersonennahverkehrs im Verbandsgebiet
- Bildung eines Gemeinschaftstarifs, Schaffung einheitlicher Beförderungsbedingungen und Koordinierung des Verkehrsangebotes im öffentlichen Personennahverkehr
- Koordination der von den Kreisen Olpe und Siegen-Wittgenstein aufzustellenden Nahverkehrspläne und
- Aufstellen eines Nahverkehrsplanes für den Zweckverband.

Der Zweckverband Nahverkehr Westfalen-Lippe (NWL) hat bei seiner letzten Verbandsversammlung im Oktober 2011 die Grundlage für eine Harmonisierung bzw. Zusammenführung der fünf bestehenden Tarifverbünde in Westfalen-Lippe geschaffen. Die Weiterentwicklung der Tarife liegt damit beim NWL bzw. einer Projektgruppe Tarifentwicklung (vorgeschlagener Sitz: OWL Verkehr GmbH in Bielefeld).

## Streckennetz
Auf dem 1843 km² großen Gebiet existieren 206 km Schienennetz. Insgesamt befinden sich auf dem Gebiet 54 Bahnhöfe und 2505 Bushaltestellen. Die jährliche Verkehrsleistung des Zweckverbandes liegt bei 19,05 Mio. km. Davon fallen 2,95 Mio. km auf den Zugverkehr und 16,10 Mio. km auf den Busverkehr.
Zum Gebiet gehören die Städte Attendorn, Bad Berleburg, Bad Laasphe, Drolshagen, Freudenberg, Hilchenbach, Kreuztal, Lennestadt, Olpe, Netphen und Siegen, sowie die Gemeinden Burbach, Erndtebrück, Finnentrop, Kirchhundem, Neunkirchen, Wenden und Wilnsdorf.

## Nahverkehrspläne
Das Kasseler Unternehmen Planungsgruppe Nord (PGN) gewann die vom Zweckverband ausgeschriebene Neugestaltung der Nahverkehrspläne. Grund für die Neugestaltung war die Verbesserung der Wirtschaftlichkeit. So sollte der ÖPNV verlustfrei sein. Die Nahverkehrspläne basieren weitestgehend auf einem Taktverkehr. Probleme entstehen beim Taktverkehr jedoch aufgrund der ländlich geprägten Gebiete. So hat der Kreis Olpe 186,31 und der Kreis Siegen-Wittgenstein 242,47 Einw. pro km². Um die Wirtschaftlichkeit sicherzustellen, wurden Linien zu ausgeglichenen Paketen zusammengesetzt. Konzessionen konnten nur auf Linienpakete beantragt werden. Bei der Erstellung der Nahverkehrspläne wurden teilweise die alten Linienstrukturen vollständig verändert.
Im Jahr 2008 wurde als erstes der Nahverkehrsplan Olpe mit den Linienpaketen Nordost und Nordwest in Kraft gesetzt. Die Konzessionen der Linienpakete Nordwest und Nordost wurden jedoch erst zum 1. September 2010 vergeben. Bis dahin haben die Verkehrsbetriebe Westfalen-Süd (VWS) die Verkehre auf Basis von Einzelkonzessionen bedient. Das Linienpaket Nordwest (Raum Olpe) wurde bis Ende 2012 von einem Tochterunternehmen der Transdev bedient, seit dem 1. Januar 2013 wird dieses Linienbündel jedoch wieder von den VWS bedient.
Im Linienpaket Nordost (Raum Lennestadt) sind weiterhin die VWS und der Busverkehr Ruhr-Sieg Konzessionäre. Ebenfalls erhielten die VWS die Konzessionen der Linienpakete Mitte (Raum Siegen), im Juli 2010, und Süd, im Dezember 2010.
Bei der Ausschreibung im Rahmen der 2016 aktualisierten Nahverkehrspläne erhielten die VWS 2017 alleine die Konzessionen für die Pakete Mitte (Raum Siegen), Ost (Wittgensteiner Land), Süd (Neunkirchen und Burbach), Nordwest (Olpe) sowie Nordost (Raum Lennestadt). Die Betriebsaufnahme erfolgte am 16. Juli 2018 (Mitte), 29. August 2018 (Nordwest, Nordost) bzw. 15. Dezember 2018 (Ost, Süd).